# 장항항 (남해군)
장항항(麞項港)은 경상남도 남해군 서면 서상리, 장항마을 인근에 있는 어항이다. 2002년 8월 6일 어촌정주어항으로 지정하여 관리하고 있다. 시설관리자는 남해군수이다.

## 어항 연혁
- 마을 뒷산이 산짐승인 노루의 목과 같이 생겼다 하여 장항(麞項)이라 유래되었다.

## 어항 시설
- 방파제 L=165m, B=7m, 선착장 L=113m, B=4.5m, 호안 L=200m, B=6m

## 주요 어종
- 게, 노래미, 도다리, 장어, 메기, 해삼 등